# Rutan Voyager
Pour les avions de nom similaire, voir Rutan.
Le Voyager est l'avion dessiné par Burt Rutan qui a réalisé le premier vol autour du monde sans escale et sans ravitaillement en décembre 1986.
Avec son frère Dick, ancien pilote de l'US Air Force, Burt Rutan réfléchit à un avion capable de faire le tour du monde sans escale et sans ravitaillement, ce qui n'a pas encore été fait. Cela se passe au moment où la société Quickie Aircraft travaille sur la même idée, mais n'aboutira pas : Tom Jewett meurt en 1982 en s'écrasant avec le monoplace de tour du monde « Free Enterprise ».
Rutan a dessiné un avion biplace, de configuration canard, bimoteur en configuration push-pull, à trois fuselages : le Rutan (model 76) « Voyager ». Le moteur arrière est le moteur de croisière, le moteur avant ne sert qu'au décollage et en première partie de vol, quand l'avion est lourd parce qu'il n'a pas encore consommé beaucoup de carburant. Il est ensuite stoppé pour le reste du vol. L'avion a volé d'abord avec des Lycoming O-235 (d'occasion), puis une fois les soutiens financiers obtenus, avec des Continental, un O-240 à l'avant et un O-200 modifié (à refroidissement par eau) à l'arrière. Les premières hélices MT propellers en bois ont été remplacées par des Hartzell en métal. Sa masse à vide est de 1 020 kg. 
Le Rutan Voyager a effectué son premier vol le 22 juin 1984. Dick Rutan et sa copilote Jeana Yeager ont commencé par établir un record d'endurance de 4 jours et demi le long des côtes de Californie. Le 14 décembre 1986, avec 4 500 litres de carburant dans les réservoirs, ils décollent de la base d'Edwards en utilisant pratiquement toute la longueur de la piste (4,5 km) et réalisent le vol autour du monde en 216 heures 3 minutes et 44 secondes soit neuf jours.
Le Voyager est maintenant exposé au National Air and Space Museum (aux côtés du Wright Flyer, du Spirit of St. Louis et du Bell X-1). 